# Mayumi Aoki
Mayumi Aoki (Japans: 青木まゆみ, Aoki Mayumi) (Yamaga, 1 mei 1953) is een voormalig topzwemster uit Japan, die in 1972 de gouden medaille won op de 100 meter vlinderslag bij de Olympische Spelen van München. Daarmee werd Aoki 's lands eerste olympisch kampioene in veertig jaar, en trad ze in de voetsporen van landgenote Hideko Maehata, die triomfeerde bij de Olympische Spelen van 1932 (zilver) en 1936 (goud).
Bovendien betekende Aoki's overwinning dat voor het eerst sinds de introductie van de 100 meter vlinderslag voor vrouwen (1956) een niet-Amerikaanse het onderdeel op haar naam schreef. Haar winnende tijd (1.03,34) in de finale was daarnaast goed voor een verbetering van het toenmalige wereldrecord. Aoki werd in 1989 opgenomen in de International Swimming Hall of Fame.
1956: Shelley Mann ·
1960: Carolyn Schuler ·
1964: Sharon Stouder ·
1968: Lyn McClements ·
1972: Mayumi Aoki ·
1976: Kornelia Ender ·
1980: Caren Metschuck ·
1984: Mary T. Meagher ·
1988: Kristin Otto ·
1992: Qian Hong ·
1996: Amy Van Dyken ·
2000: Inge de Bruijn ·
2004: Petria Thomas ·
2008: Libby Trickett ·
2012: Dana Vollmer ·
2016: Sarah Sjöström ·
2020: Margaret MacNeil · 
2024: Torri Huske
- Bibliotheek van het Japanse parlement: 00823642
- Virtual International Authority File: 253909514